# Щоденник сільського священника (фільм)
«Щоденник сільського священника» (фр. Journal d’un curé de campagne) — французький драматичний фільм, поставлений режисером Робером Брессоном у 1950 році за однойменним романом 1936 року Жоржа Бернаноса. Фільм отримав три премії на Венеційському кінофестивалі 1951 року, Приз Луї Деллюка та низку інших професійних кінонагород .

## Сюжет
Молодий священник, звиклий вести щоденник, отримує першу парафію в поселенні Амбрікур, в Артуа. Ось вже півроку його турбують болі в шлунку, і він харчується лише хлібом, вином і цукром. Він часто дослухається до порад кюре з Торсі, якого вважає своїм учителем: цей чоловік нікому не співчуває й про все говорить відверто. Кюре з Торсі вважає свого протеже безрозсудним хлопчиськом, або, принаймні, так про це говорить. Його головна порада — «Підтримуйте порядок впродовж дня». Мадемуазель Луїза, вчителька в замку, яку кюре після прибуття застав в обіймах графа, — єдина парафіянка, яка старанно відвідує служби. Вона говорить кюре, що графиня з нею поводиться добре, зате свою рідну доньку Шанталь — ненавидить. Графиня довго носила траур за дитиною, що померла, і ця втрата не може стертися з її пам'яті. Молодий священник думав потоваришувати з графом, але той просить його зменшити запал і не будувати для своєї парафії масштабних планів на майбутнє. Граф не терпить від кюре зауважень про те, що його донька Шанталь занадто сумна.
На першій зустрічі з графинею кюре почуває себе погано і вимушений піти геть. Він консультується у доктора Дельбенда, людини невіруючої. Той зараз же діагностує у пацієнта тяжкий спадок алкоголізму. На велике здивування кюре, лікар зараховує його, кюре з Торсі і самого себе до однієї породи: тих, хто завжди готовий до найгіршого. Кюре з Торсі відвозить свого протеже до Амбрікура машиною. Він без церемоній критикує його: «Ти надто багато метушишся. У тобі немає ніякої розсудливості». Минають дні; кюре думає, що Бог його покинув. Він дізнається про самогубство доктора Дельбенда. Шанталь обіцяє кюре, що спробує переконати батьків повернутися до колишнього рішення і відлучити його від їхнього будинку. Вона говорить, що хоче вирвати очі вчительці, зневажає свою матір за боягузтво, більше не поважає батька. Кюре слідує інтуїції і просить Шанталь віддати йому лист, який вона ховає в кишені. Вона слухається його і запитує: «Так, значить, ви — Диявол?». Кюре спалює лист, адресований графові.
У довгій розмові з графинею кюре вступається за Шанталь і виганяє з серця своєї співрозмовниці ненависть до Бога, викликану смертю дитини. Того ж вечора графиня відправляє йому листа, де порівнює його з дитиною, що повернула їй спокій. Тієї ж ночі вона помирає. Граф більше не приховує ворожості до кюре; він вважає, що той занадто втручається в чужі справи і є загрозою для своєї парафії. Кюре знову впадає у відчай і намагається накласти на себе руки, про що не наважується згадати в щоденнику. Кюре з Торсі часто відвідує його. Нові докори: кюре мало їсть і нехтує молитвами. Кюре з Торсі дізнається від Шанталь про його розмову з графинею. Він звинувачує свого протеже в тому, що той сильно розтривожив покійну. Кюре з Амбікура нічого не говорить на свій захист і не згадує про листа, отриманого від графині. Йому досить знаття, що вона померла в душевному спокої. Кюре з Торсі застерігає колегу від нестриманого вживання паскудного вина.
У селі в кюре раптом паморочиться в голові, і він падає на землю. Маленька Серафіта Дюмушель, що постійно дошкуляла йому своїм поганим характером, витирає йому лице і допомагає повернутися додому. Усі навкруги вважають його п'яницею. Він вирішує поїхати на консультацію в Лілль. Кузен Шанталь Олів'є відвозить його на вокзал на мотоциклі від чого кюре почуває себе молодим, як і його супутник. Олів'є пропонує йому свою дружбу; священник дуже нагадує йому товаришів по «Іноземному легіону». Лікар ухвалює фатальний вирок: рак шлунку. Кюре відвідує колишнього однокашника по семінарії Дюфреті, який відмовився від священницького покликання. Він живе з дівчиною, яка займається його господарством, але, за його словами, нічого не варта в сенсі «інтелектуального розвитку». Кюре почуває себе все гірше. Кюре з Торсі присутній при його агонії. Молодий священник шепоче йому на вухо свої останні слова: «Усе — благодать».

## У ролях
| Клод Лейдю        | ···· | кюре з Амбрікура  |
| Ніколь Ладміраль  | ···· | Шанталь           |
| Ніколь Морей      | ···· | мадемуазель Луїза |
| Арман Гібер       | ···· | кюре з Торсі      |
| Марі-Монік Аркель | ···· | графиня           |
| Жан Рівейр        | ···· | граф              |
| Антуан Бальпетре  | ···· | доктор Дельбен    |
| Жан Дане          | ···· | Олів'є            |
| Мартін Лемер      | ···· | Серафіта Дюмушель |
| Бернар Юбрен      | ···· | Дюфреті           |
| Гастон Северен    | ···· | канонік           |
| Іветт Етьєван     | ···· | супутниця Дюфрети |

## Створення і художні особливості
Режисер Робер Брессон приступив до роботи над екранізацією роману Жоржа Бернаноса після того, як останній відкинув сценарій, запропонований Жаном Ораншем і П'єром Бостом (Pierre Bost). Після смерті Бернаноса в 1948 році проект виявився на гріні відміни, проте завдяки підтримці редактора письменника Альбера Бегена вдалося завершити сценарій та отримати фінансування від національного агентства Union Générale Cinématographique. До роботи над стрічкою режисер залучив непрофесійних акторів, на роль головного героя з безлічі кандидатів (активних католиків) було обрано молодого бельгійського актора Клода Лейдю. Впродовж року Брессон і Лейдю зустрічалися кожної неділі для обговорення ролі, актор навіть жив деякий час у монастирі. Крім того, при створенні фільму використовувався живий звук і численні натурні зйомки. Особливістю естетики фільму є створення атмосфери духовного пошуку головного героя, що досягається не за рахунок побудови сюжету, а за рахунок ретельно підібраних деталей, музики, вибудовування ритму зміни сцен. В результаті розповідь про життя героя в щоденнику з'являється у вигляді своєрідної медитації, коли постійне переривання подій голосом за кадром і пописаними сторінками щоденника створює відчуття не стільки розповіді про те, що відбувається, скільки рефлексії героя над подіями. Вибір обстановки, в якій живуть персонажі, і освітлення в сценах сприяє створенню відповідної атмосфери.

## Визнання
| Нагороди та номінації фільму «Щоденник сільського священника» | Нагороди та номінації фільму «Щоденник сільського священника» | Нагороди та номінації фільму «Щоденник сільського священника» | Нагороди та номінації фільму «Щоденник сільського священника» | Нагороди та номінації фільму «Щоденник сільського священника» | Нагороди та номінації фільму «Щоденник сільського священника» |
| Рік                                                           | Кінофестиваль/кінопремія                                      | Категорія/нагорода                                            | Номінант                                                      | Результат                                                     |                                                               |
| ------------------------------------------------------------- | ------------------------------------------------------------- | ------------------------------------------------------------- | ------------------------------------------------------------- | ------------------------------------------------------------- | ------------------------------------------------------------- |
| 1950                                                          | Приз Луї Деллюка                                              | Приз Луї Деллюка                                              | Робер Брессон                                                 | Перемога                                                      |                                                               |
| 1951                                                          | Венеційський кінофестиваль                                    | Золотий лев                                                   | Щоденник сільського священника                                | Номінація                                                     |                                                               |
| 1951                                                          | Венеційський кінофестиваль                                    | Міжнародний приз                                              | Робер Брессон                                                 | Перемога                                                      |                                                               |
| 1951                                                          | Венеційський кінофестиваль                                    | Найкращий оператор                                            | Леонс-Анрі Бюрель                                             | Перемога                                                      |                                                               |
| 1951                                                          | Венеційський кінофестиваль                                    | Приз Міжнародної Католицької організації в царині кіно (OCIC) | Щоденник сільського священника                                | Перемога                                                      |                                                               |
| 1951                                                          | Венеційський кінофестиваль                                    | Приз італійських кінокритиків                                 | Робер Брессон                                                 | Перемога                                                      |                                                               |
| 1952                                                          | Синдикат французьких кінокритиків                             | Найкращий фільм                                               | Щоденник сільського священника                                | Перемога                                                      |                                                               |
| 1954                                                          | Національна рада кінокритиків США                             | ТОП іноземних фільмів                                         | Щоденник сільського священника                                | включення                                                     |                                                               |